# Skarholmen

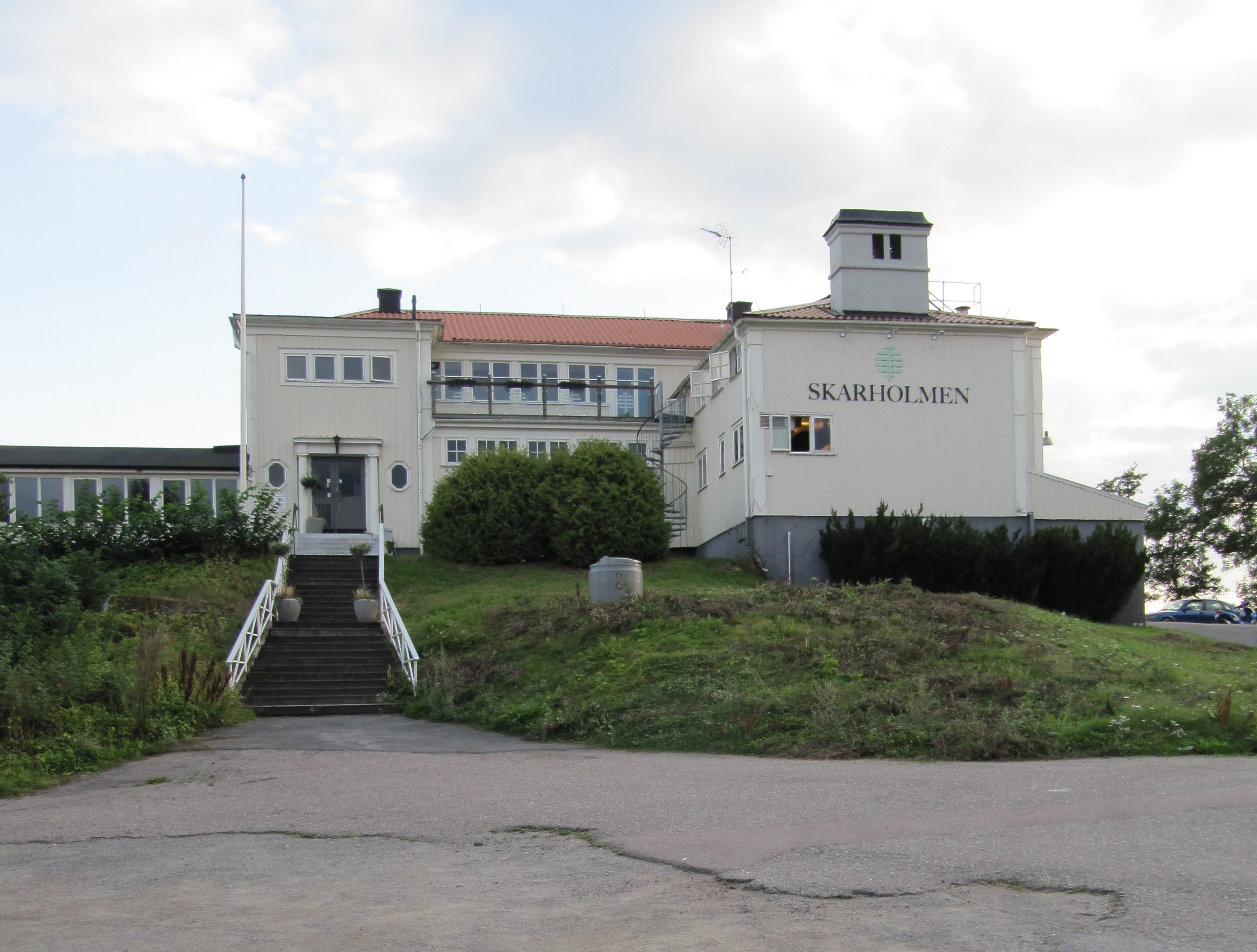
Restaurang på Skarholmen.

Skarholmen, även kallat Skaris, är en mindre halvö i Graneberg i södra Uppsala, i viken Ekoln av Mälaren.
Skarholmen är ett stort tillhåll för segelbåtar. Under vintern är Skarholmen en populär startpunkt för långfärdsskridskoåkning.
År 1927 drogs en spårvagnslinje från Uppsala till Sunnersta. I samband med detta lät man uppföra en restaurang på Skarholmen som än idag används som restaurang och konferenslokal.